# Modřany
Modřany är sedan 1968 en stadsdel i Tjeckiens huvudstad Prag. Sedan 1968 tillhör den stadsdistriktet (městský obvod) Prag 4 och sedan 1990 en stadsdelskommun (městská část) som sedan 1994 heter Prag 12. Modřany ligger 231 meter över havet och antalet invånare är 31 901.